# Rich Costey
Rich Costey – amerykański producent muzyczny oraz inżynier dźwięku, pracujący z takimi zespołami, jak Muse, Cave In, Mona, Thursday, Franz Ferdinand, Glasvegas, The Mars Volta, Doves, Bloc Party, Jimmy Eat World, My Chemical Romance, Supergrass, Audioslave, Rage Against the Machine, Nine Inch Nails, Weezer, Philip Glass, Mew, Dave Navarro, Fiona Apple, Mastodon, Apocalyptica czy Interpol.

## Wybrana dyskografia

### Produkcja
- Cave In – Antenna (2003)
- Muse – Absolution (2003) (również miksowanie)
- Mew – Frengers (2003)
- Franz Ferdinand – You Could Have It So Much Better (2005) (również miksowanie)
- Muse – Black Holes and Revelations (2006) (również miksowanie)
- Interpol – Our Love To Admire (2007)
- Glasvegas – Glasvegas (2008)

### Miksowanie
- Lilys – Eccsame The Photon Band (1995)
- Swirlies – They Spent Their Wild Youthful Days in the Glittering Worlds of the Salons (1996)
- Jurassic 5 – Quality Control (1998)
- Fiona Apple – When the Pawn... (1999) (z Jonem Brionem)
- Rage Against the Machine – Renegades (2000)
- Spokane – The Proud Graduates (2001)
- Box Car Racer – Box Car Racer (2002)
- Audioslave – Audioslave (2002)
- The Mars Volta – De-Loused in the Comatorium (2003)
- P.O.D. – Payable on Death (2003)
- Jimmy Eat World – Futures (2004)
- My Chemical Romance – Three Cheers for Sweet Revenge (2004)
- The Polyphonic Spree – Together We're Heavy (2004)
- Ash – Meltdown (2004)
- Bloc Party – Silent Alarm (2005)
- The Mars Volta – Frances the Mute (2005)
- Nine Black Alps – Everything Is (2005)
- Finch – Say Hello to Sunshine (2005)
- My Chemical Romance – Life on the Murder Scene (2006)
- Mastodon – Blood Mountain (2006)
- Muse – Black Holes and Revelations (2006)
- The Mars Volta – Amputechture (2006)
- Brand New – The Devil and God Are Raging Inside Me (2006)
- Against Me! – New Wave (2007)
- Foo Fighters – Echoes, Silence, Patience & Grace (2007)
- The Mars Volta – The Bedlam in Goliath (2008)
- Weezer – Weezer (2008)
- The Subways – All Or Nothing (2008)
- The Wombats – The Wombats Proudly Present: A Guide to Love, Loss & Desperation (2008)
- Does It Offend You, Yeah? – You Have No Idea What You're Getting Yourself Into (2008)